# Abd-al-Aziz ibn al-Walid
Abd-al-Aziz ibn al-Walid fou un príncep omeia, fill del califa Walid I.
El 709/710 va participar en la campanya contra els romans d'Orient a les ordes del seu oncle Màslama ibn Abd-al-Màlik, i va lluitar contra els grecs durant uns anys.
El 714/715 el califa Walid I que tenia com a successor designat a Sulayman ibn Abd-al-Màlik, va intentar excloure aquest de la successió en profit d'Abd-al-Aziz, però no ho va aconseguir i Sulayman el va succeir (715). Sulayman va morir a Dabik el 717, i Abd al-Aziz quan se'n va assabentar va intentar aspirar al califat però va saber que havia estat proclamat Úmar II o Úmar ibn Abd-al-Aziz, i va anar a Damasc a fer el jurament de lleialtat.
Va morir el 110 de l'hègira (728/729)